# Биско Хатори
Биско Хатори (яп. 葉鳥ビスコ Хатори Бисуко) (род. 30 августа 1975 года) — японская мангака, известна своей серией Ouran High School Host Club.

## Биография
Биско Хатори — псевдоним, который она себе взяла, настоящее её имя неизвестно. Хатори родилась в Сайтаме. Её дебютной работой стала манга A Romance of One Moment, опубликованная в журнале LaLa DX. В 2001 году она начала работу над своей первой серийной мангой — Millennium Snow, но её написание впоследствии было приостановлено в связи с тем, что Хатори сосредоточилась на работе над другой мангой — Ouran High School Host Club, которая и принесла ей популярность. Это произведение попадало в топ-50 самых продаваемых манг в Японии в 2008 и 2009 годах.

## Работы
- A Romance of One Moment.
- 2001, 2013-2014: Millennium Snow — 4 тома (была приостановлена, на данный момент закончена).
- 2002—2010: Ouran Koukou Host Club — 18 томов (полное).